# 兩步崖
71°54′S 68°13′W / 71.900°S 68.217°W
兩步崖（英語：Two Step Cliffs）是南極洲的懸崖，位於亞歷山大一世島東岸，處於火星冰川以東，海拔高度約680米，在1935年11月23日由美國的探險家發現，現時由南極條約體系管理。